# Vincenzo Del Giudice
Vincenzo Del Giudice (Trani, 17 agosto 1884 – Roma, 1º agosto 1970) è stato un giurista italiana specializzato in diritto ecclesiastico.
Libero docente dal 1913, professore ordinario dal 1923, ha insegnato diritto ecclesiastico e diritto canonico presso le università di Catania, Perugia, Macerata, Pisa, Firenze, Milano (presso l'Università Cattolica del Sacro Cuore), Napoli e Roma. A Roma ha occupato fino al 1954 l'unica cattedra di diritto canonico. La sua produzione scientifica, ispirata ai principi del confessionismo cattolico, ha avuto un'influenza significativa nel rinnovamento degli studi canonistici in Italia.

## Opere
Tra le sue opere nell'ambito del diritto ecclesiastico e della storia delle relazioni tra Chiesa e Stato si ricordano:
- Rivendicazione e svincolo, riversione e devoluzione dei beni ecclesiastici, vol. I, Storia e dottrina degli istituti (Roma, 1912);
- La separazione tra Stato e Chiesa come concetto giuridico (Roma, 1913);
- Le condizioni giuridiche della conciliazione tra lo Stato e la Chiesa cattolica in Italia (Roma, 1915);
- Il diritto ecclesiastico in senso moderno (Roma, 1915);
- Le nuove basi del diritto ecclesiastico italiano (Milano, 1929);
- La questione romana e i rapporti tra Stato e Chiesa fino alla Conciliazione. Con considerazioni sui Patti Lateranensi e sull'art. 7 della Costituzione repubblicana (Roma, 1947);
- Manuale di diritto ecclesiastico (9ª edizione, Milano, 1959);
- Nozioni di diritto canonico (10ª edizione, Milano, 1953).